# Emma Lund
Emma Linnea Lund (* 26. Juni 1989 in Solna) ist eine schwedische Fußballspielerin, die seit 2021 beim schwedischen Zweitligisten Bollstanäs SK unter Vertrag steht.

## Karriere

### Vereine
Lund spielte in ihrer Jugend für IFK Viksjö und IF Brommapojkarna. 2005 wechselte sie zum schwedischen Erstligisten Hammarby IF nach einem kurzen Engagement bei Djurgårdens IF DFF wechselte sie 2008 zu AIK Solna, kehrte aber 2010 zu Djurgården zurück, danach folgte ein einjähriges Engagement bei Linköpings FC, bevor sie zu AIK zurückkehrte. Es folgten kurze Engagements bei den Lillestrøm SK Kvinner und den Liverpool FC Women. Von 2017 bis 2019 spielte sie für Vittsjö GIK und kehrte dann zu ihrem Jugendverein IF Brommapojkarna zurück, spielte dann aber auch noch für Djurgårdens IF in der dritten Liga. In den letzten Spielen der Saison 2021 spielte sie für den Ligakonkurrenten Bollstanäs SK, konnte aber auch nicht verhindern, dass der Verein als Tabellenletzter abstieg. Als Meister der Division 1 Norra Svealand, zu dem sie 13 Tore beitrug gelang der sofortige Wiederaufstieg.

### Nationalmannschaft

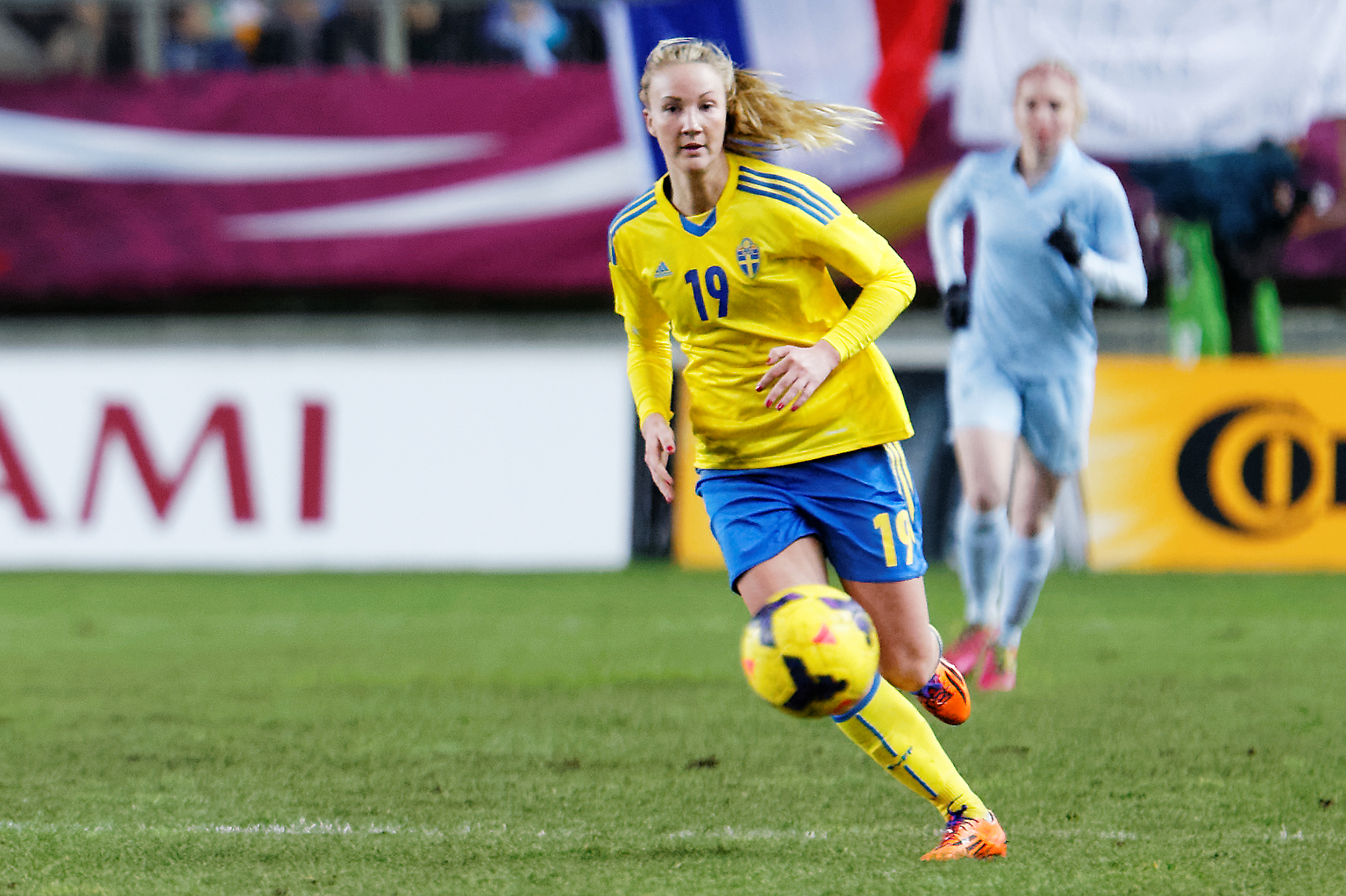
Lund in ihrem ersten A-Länderspiel

Lund spielte für diverse schwedische Nachwuchsnationalmannschaften. Am 8. Februar 2014 debütierte sie bei einem mit 0:3 verlorenen Freundschaftsspiel gegen Frankreich in der schwedischen A-Nationalmannschaft. Im Mai 2015 wurde sie für die WM 2015 nominiert. Bei der WM wurde sie aber in keinem Spiel eingesetzt und ihre Mannschaft schied ohne ihre Mitwirkung im Achtelfinale gegen Deutschland aus. Danach wurde sie nicht wieder nominiert.